# Михаљ Кертес
Михаљ Кертес — Браца, Брацика (мађ. Kertész Mihály; Бачка Паланка, 29. август 1947 — Београд, 29. децембар 2022) био је српски и југословенски политичар и државни функционер. Кертес је етнички Мађар из Бачке. Био је један од блиских сарадника и повереника Слободана Милошевића, током 1990-их. Као дугогодишњи директор Савезне Управе царина Савезне Републике Југославије, Кертес је обезбеђивао логистичку и финансијску подршку за разне тајне операције тадашњег режима. Током прве деценије 21. века, након петог октобра, Кертес је оптуживан или је био сведок у неколико суђења.

## Биографија
Кертес је рођен у Бачкој Паланци од оца Михаља, кројача, и мајке Олге, домаћице.  Завршио је основну и средњу школу, као и вишу „Школу за Управљање“, смер социјални рад, у родном граду. Почео је да ради као социјални радник у градској администрацији, постао члан Савеза комуниста Југославије у 1974. На локалном нивоу је напредовао до позиције секретара градског комитета Савеза Комуниста, за кога је постављен 1986. године. Током трансформације комунистичке партије у Социјалистичку партију Србије, Кертес је постао поборник Милошевићеве политике.

### Успон
Кертесов успон у високу политику је почео током Антибирократске револуције, устанка против „старог режима“ и подржавајући Милошевићеву политику - започео протесте у Бачкој Паланци и водио протестанте до Новог Сада. Догађај, познат као „Јогурт револуција“, је довео до оставке покрајинског вођства и постављања вођства оданог Милошевићу. Његова изјава „Зашто се ви као Срби плашите Србије, кад се ја као Мађар не плашим?“, га је посебно прославила. Захваљујући тој улози, убрзо је постао члан председништва, и 1990. је изабран за посланика парламента, и то као посланик из Гроцке - београдског приградског насеља где никада није живео-под врло сумњивим околностима.
Након тога је постављен на чело Службе државне безбедности Савезног министарства унутрашњих послова и за помоћника федералног министра унутрашњих послова Петра Грачанина. Тадашњи премијер Милан Панић га је отерао након инцидента на Лондонској конференцији, када је откривено да је наговорио Владислава Јовановића да носи прислушкивач, да би он могао да прислушкује конференцију.
Повезан је са формирањем паравојних формација у Хрватској и Босни и Херцеговини 1992. и 1993.
Највиша функција током Кертесове каријере била је позиција директора Савезне Управе царина, на коју је постављен 1993, и коју је држао до 2000. Та позиција му је омогућавала да наметне какву год таксу је хтео на увоз и извоз роба, а функција царина је била пуњење државног буџета из сенке. Царине су биле финансијски извор широке лепезе операција, од прања новца у иностраним офшор банкама, до пуњења џепова приватних бизнисмена. Током своје „владавине“, био је човјек коме је Милошевић неограничено вјеровао, а проглашаван је и богом царине. Корупција, непотизам, кријумчарење и изнуђивање новца су ступили на снагу у царинској служби. Санкције УН-а наметнуте држави су значиле претварање високопрофитног промета роба, посебно дуванских и нафтних производа, у шверц, који је постао привилегија уског круга људи. Једна од особа који су енормно профитирале од такве ситуације је био и Милошевићев син Марко који је имао суштински монопол над увозом цигарета фирме Филип Морис у Југославију. Са своје позиције, Кертес је делио огроман број поклона, углавном возила и луксузне робе, и то неразвијеним селима, разним локалним и државним представницима, те разним припадницима специјалне полиције, војске и паравојних формација.
Током своје политичке каријере, био је човек неограничене власти у свом родном граду Бачкој Паланци. Од укупно 2.300 запослених у Савезној Управи царина током његовог мандата око 800 је било из његовог родног града.

### Пад
Након збацивања Милошевића 5. октобра 2000, активисти Демократске опозиције Србије су провалили у централу Управе царина, затекавши Кертеса и сараднике како уништавају документацију. Од ствари нађених у згради су и САД 1,3 милиона (у разним валутама), 18 фунти дроге, око 50 комада оружја, и 10 блиндираних лимузина. Након кратког притвора, Кертесу је дозвољено да напусти зграду, али је након тога против њега поднето више оптужница.
Након два поновљена суђења, у фебруару 2007, Кертес је осуђен на 2,5 године затвора због обезбеђења возила убицама опозиционих политичара у атентату на Ибарској магистрали 1999. године.
У септембру 2007. је оптужен за злоупотребу положаја и проневеру. Између осталог, тужилаштво је теретило групу која се састојала од Слободана Милошевића, Јована Зебића и Николу Шаиновића за пренос 38 милиона немачких марака на кипарске банке, где им се губи траг. Само се Кертесу судило, јер су Милошевић и Зебић умрли, а Шаиновићу се судило у Међународном суду за ратне злочине почињене на простору бивше Југославије у Хагу.
Био је под истрагом у случају „дуванске мафије“, повезаном са шверцом цигарета у 1990-им. Међу главнооптуженима су Марко Милошевић, Мира Марковић и Станко Суботић.
Преминуо је 29. децембара 2022. године.